# Olivier Thual
Pour les articles homonymes, voir Thual.
Olivier Thual, né le 24 juillet 1976 à Brest, est un arbitre français de football.

## Carrière
Il est nommé arbitre de la fédération en 2000. Il est désigné arbitre international le 1er janvier 2007 à l'âge de 30 ans. Fin 2012, il est destitué de ses fonctions internationales au profit de Nicolas Rainville. En 2013, il rejoint la ligue Midi-Pyrénées en tant que Conseiller Technique Régional en Arbitrage.
Le 6 juin 2015 il est relégué en Ligue 2 pour la saison 2015-2016. Élu meilleur arbitre de Ligue 2, il est de nouveau promu arbitre Fédéral 1 pour la saison 2016-2017.
Le 21 mai 2020 il est de nouveau rétrogradé en Ligue 2 pour la saison 2020-2021.
Il est désigné meilleur arbitre de Ligue 2 aux trophées UNFP du football 2016 et 2022.
Lors de la cérémonie des Trophées UNFP 2025, Olivier Thual est élu meilleur arbitre de Ligue 2, à la veille de sa retraite sportive,,.
Le 17 mai 2025 Olivier Thual est nommé président de la Commission Régional d'Arbitrage (CRA) de la Ligue de Football de Nouvelle-Aquitaine.

## Statistiques
| Saison    | Compétitions      | Nbre de matchs | Cartons jaunes | Cartons rouges |
| --------- | ----------------- | -------------- | -------------- | -------------- |
| 2006-2007 | Coupe de la Ligue | 1              | 3              | 0              |
| 2006-2007 | Ligue 1           | 20             | 53             | 5              |
| 2006-2007 | Ligue 2           | 4              | 15             | 2              |
| 2007-2008 | Ligue 1           | 17             | 50             | 5              |
| 2007-2008 | Ligue 2           | 5              | 16             | 0              |
| 2008-2009 | Coupe de la Ligue | 1              | 0              | 0              |
| 2008-2009 | Ligue 1           | 16             | 50             | 3              |
| 2008-2009 | Ligue 2           | 6              | 15             | 2              |